# Dziedzickia cryptura
Dziedzickia cryptura är en tvåvingeart som beskrevs av Edwards 1941. Dziedzickia cryptura ingår i släktet Dziedzickia och familjen svampmyggor. Inga underarter finns listade i Catalogue of Life.